# Solabborre
Solabborre (Lepomis gibbosus) är en sötvattensfisk i ordningen abborrartade fiskar, som ursprungligen kommer från Nordamerika, men inplanterats i många centraleuropeiska länder.

## Utseende
En färgglad fisk med hög, från sidorna sammantryckt kropp. Färgmönstret är ofta varierande, men gällocket har blå strimmor, och i bakre kanten finns en röd fläck, vanligtvis omgiven av svart. Ryggfenorna är sammanvuxna till en enda fena, men skiljelinjen syns tydligt. Längden är vanligtvis kring 10 cm, även om så mycket som 40 cm har konstaterats.

## Vanor
Solabborren är en sötvattensfisk som föredrar stillastående och långsamrinnande, grunda och vegetationsrika vatten. Födan består främst av kräftdjur, insekter och maskar, men kan även ta småfisk och fiskrom. Arten kan bli åtminstone 12 år gammal.
Leken sker under försommaren; honan lägger äggen i en grop på bottnen, där de skyddas av hanen.

## Utbredning
Fisken är ursprungligen en nordamerikansk art, som finns från New Brunswick i Kanada till South Carolina i USA. Den har emellertid inplanterats till många länder i Mellan- och Sydeuropa. Finns även i Danmark och Norge.
Arten är klassad som invasiv av EU sedan augusti 2019. Det är därmed förbjudet att odla, byta, transportera och använda den inom EU. Den har endast sporadisk vild förekomst i Sverige.

## Kommersiell användning
I Nordamerika fiskas den kommersiellt, men i Europa är den främst föremål för sportfiske. Den förekommer även i offentliga akvarier.